# Lestijärvi
Lestijärvi – gmina w Finlandii, położona w zachodniej części kraju, należąca do regionu Ostrobotnia Środkowa i podregionu Kaustinen.